# ارنستو رودریگز
ارنستو هرنان رودریگز گومز (به انگلیسی: Ernesto Hernán Rodríguez Gómez) بازیکن والیبال اهل اسپانیا و سابق تیم ملی والیبال اسپانیا است.